# Moigrad-Porolissum
Moigrad-Porolissum – wieś w Rumunii, w okręgu Sălaj, w gminie Mirșid. W 2011 roku liczyła 493 mieszkańców.